# Kelly Souders

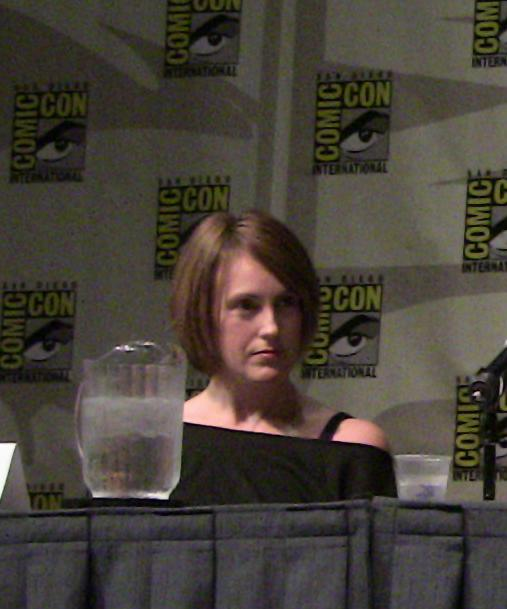
Kelly Souders

Kelly Souders es guionista y productora de EE. UU. más famosa por trabajar en la serie de televisión Smallville.

## Biografía
En noviembre de 2010 ha escrito o coescrito 32 episodios de Smallville. Haciendo su primer trabajo de Smallville en el capítulo 26  (2x05 Nocturno/Nocturne) y su más reciente trabajo en el capítulo 218 (10x22 Final Parte 2). Su compañero de escritura frecuente en Smallville es Brian Peterson.

## Créditos en televisión

### Smallville
- Escritor (2002-present)
- Guionista (2003–2004)
- Guionista Ejecutivo (2004)
- Productor de televisión (2004–2005)
- Supervisor de producción (2005–2006)
- Coproductor ejecutivo (2006–2007)
- Productor ejecutivo (2007–2008)
- Productor ejecutivo/Show runner (2008-presente)

- Datos: Q5549411
- Multimedia: Kelly Souders / Q5549411